# 小野加東斎場 湧水苑
小野加東斎場 湧水苑（おのかとうさいじょう ゆうすいえん）は、兵庫県小野市万勝寺町435番地88にある火葬場。1999年11月竣工。

## 概要
小野市と加東市の住民及び、管理者が認めた者が利用できる。東播磨地域の中心、船木ダム上流の小高く緑豊かで穏やかな丘陵地の雑木林の中に位置し、道路を隔て反対側にはこだまの森公園が整備されている。火葬棟入り口前には円柱が建ち並び、玄関には大きな円形の屋根がかかる。設計者の昭和設計によれば、中庭の水盤が光と静寂を演出して荘厳な空間を表現す「火葬ゾーン」と、自然を感じ安らぎを演出する「待合いゾーン」との2つから構成され、施設全体は水面に浮かぶ表現であり、「火葬ゾーン」「待合いゾーン」の2つは水越しに結ばれるよう構成され、会葬者の心の転換を図っている。また、外構には修景池と庭園を施設を囲む山々に連続するよう配し、会葬者が散策をしたり景色を眺めながら個人を回想するよう演出を図った。

### 設計
昭和設計

### 建物概要
延床面積:1,861㎡
構造:RC
階数:2階
用途:斎場
告別室2室
収骨室2室
待合棟:待合ホール（50席）
待合室（和室10畳）:2室
駐車場
- 大型バス3台
- 普通車約50台

以上

### 火葬炉
- 炉数:5基[1][2]
- 動物炉（汚物炉兼用）:1基[1]
- メーカー:不明（調査中）

## 業務内容
1、人間の死体の焼却（火葬）。
2、小動物の焼却。
3、霊柩車の運行。
以上

## 利用方法

### 人体炉
- 受付時間:午前8時45分～午後5時15分(各市担当課で申請）。小動物は、午前9時～午後4時まで、斎場で直接受付。
- 火葬許可書、斎場・霊柩自動車使用許可書、骨壷を持参すること。
- ペースメーカーを使用していた死体は、事前に係員に申し出る。
- 霊柩自動車は、洋型車2台を所有。宮型霊柩自動車は、乗入れ禁止。
- 施設内でのお食事やアルコール類の飲食は不可。

※1月1日－1月3日は休場。
以上

### 動物炉
対象は飼育されていたもので、幅60cm、高さ60cm、奥行120cm以内のダンボール箱に納まるもの。火葬に適するもの。その他、特別の法（化製場等に関する法律等）にもとづかないもの。
- 小野市、加東市の住民及びそれ以外の住所で、支障がないと管理者が認めた場合のみ使用できる。
- 印鑑、使用料金、住所が確認できる公的書類（運転免許証、保険証等）が必要。
- 斎場へ電話にて時間帯をご確認のうえ、直接赴く。
- 料金:1体につき、飼い主が小野市・加東市の住民の場合5,000円、それ以外の住民の場合10,000円。

以上

## 所在地
〒675-1311 兵庫県小野市万勝寺町435番地88

## 周辺情報
- 船木ダム
- こだまの森

## 参考サイト
- 小野加東広域事務組合 - 小野加東斎場「湧水苑」
- 小野加東斎場 湧水苑 配置図
- 小野市公式サイト - 小野加東斎場「湧水苑」

座標: 北緯34度52分6.3秒 東経134度59分58.1秒 / 北緯34.868417度 東経134.999472度